# پتر لبدف
پتر لبدف (ارمنی: Պյոտր Լեբեդև؛ انگلیسی: Petr Lebedev؛ ۱۹ مهٔ ۱۹۸۴ ) بازیکن هاکی روی یخ اهل ارمنستان در پست فوروارد است.

## باشگاهی
از باشگاه‌هایی که در آن بازی کرده‌است می‌توان به باشگاه هاکی روی یخ اورارتو، باشگاه هاکی روی یخ پیونیک ایروان، BKMA Yerevan اشاره کرد.

## تیم ملی
وی همچنین در تیم ملی هاکی روی یخ مردان ارمنستان بازی کرده‌است